# Glashütte (Rothenklempenow)
Glashütte ist ein Ortsteil der Gemeinde Rothenklempenow des Amtes Löcknitz-Penkun im Landkreis Vorpommern-Greifswald in Mecklenburg-Vorpommern.

## Geographie
Der Ort liegt vier Kilometer westlich der Staatsgrenze zu Polen und acht Kilometer nordnordöstlich von Rothenklempenow, am Nordostrand des Randowbruches in waldreicher Umgebung. Eingerahmt wird der Ort von zahlreichen Naturschutzgebieten (Gottes Heide mit Schlosssee, Lenzener Seebruch, Wildes Moor) und dem Landschaftsschutzgebiet Pommersche Boddenküste. Die Nachbarorte sind Hintersee im Norden, Zopfenbeck und Dobieszczyn im Nordosten, Poddymin im Osten, Stolec und Pampow im Südosten, Grünhof im Süden, Weidehof und Borken im Südwesten sowie der Truppenübungsplatz Jägerbrück und Gegenseer Teerofen im Nordwesten.

## Geschichte
Am 1. Juli 1950 wurde Glashütte eingemeindet. Am 1. Januar 1957 wurde der Ort durch Ausgliederung wieder zu einer eigenständigen Gemeinde. Seit 1999 gehört Glashütte wiederum zu Rothenklempenow.